# العلاقات الإسبانية البلغارية
العلاقات الإسبانية البلغارية هي العلاقات الثنائية التي تجمع بين إسبانيا وبلغاريا.

## مقارنة بين البلدين
هذه مقارنة عامة ومرجعية للدولتين:
| وجه المقارنة                                              | إسبانيا                                                                             | بلغاريا                                                                             |
| --------------------------------------------------------- | ----------------------------------------------------------------------------------- | ----------------------------------------------------------------------------------- |
| المساحة (كم2)                                             | 505.99 ألف                                                                          | 110.99 ألف                                                                          |
| عدد السكان (نسمة)                                         | 46.73 مليون                                                                         | 7.08 مليون                                                                          |
| الكثافة السكانية (ن./كم²)                                 | 92.35                                                                               | 63.79                                                                               |
| العاصمة                                                   | مدريد                                                                               | صوفيا                                                                               |
| اللغة الرسمية                                             | اللغة الإسبانية، اللغة الغاليسية، لغة بشكنشية، اللغة الكتالونية، اللغة الأوكسيتانية | اللغة البلغارية                                                                     |
| العملة                                                    | يورو، بيزيتا إسبانية                                                                | ليف بلغاري                                                                          |
| الناتج المحلي الإجمالي (بليون دولار)                      | 1.31 تريليون                                                                        | 56.83 مليار                                                                         |
| الناتج المحلي الإجمالي (تعادل القوة الشرائية) بليون دولار | 1.77 تريليون                                                                        | 130.99 مليار                                                                        |
| الناتج المحلي الإجمالي الاسمي للفرد دولار أمريكي          | 28.16 ألف                                                                           | 8.03 ألف                                                                            |
| الناتج المحلي الإجمالي للفرد دولار أمريكي                 | 38.00 ألف                                                                           | 17.21 ألف                                                                           |
| مؤشر التنمية البشرية                                      | 0.876                                                                               | 0.782                                                                               |
| رمز المكالمات الدولي                                      | +34                                                                                 | +359                                                                                |
| رمز الإنترنت                                              | .es                                                                                 | .bg، .бг ‏                                                                           |
| المنطقة الزمنية                                           | ت ع م+01:00، ت ع م+02:00                                                            | ت ع م+02:00، ت ع م+03:00، أوروبا/صوفيا ‏، توقيت شرق أوروبا، توقيت شرق أوروبا الصيفي ‏ |

## مدن متوأمة
في ما يلي قائمة باتفاقيات التوأمة بين مدن إسبانية وبلغارية:
- ترتبط ألتيا مع تريافنا باتفاقية توأمة.
- ترتبط مدريد مع صوفيا باتفاقية توأمة منذ 19 يناير 1982.[18][18][19][19]
- ترتبط برشلونة مع فارنا باتفاقية توأمة منذ 1984.
- ترتبط إيغوالادا مع أكساكوفو باتفاقية توأمة.
- ترتبط موتريل مع سموليان باتفاقية توأمة.
- ترتبط Enguera [الإنجليزية]‏ مع هاسكوفو باتفاقية توأمة.
- ترتبط بلد الوليد مع لوفتش باتفاقية توأمة.
- ترتبط طليطلة مع Veliko Tarnovo Municipality [الإنجليزية]‏ باتفاقية توأمة منذ 25 مارس 1983.
- ترتبط سالفاتييرا مع مونتانا باتفاقية توأمة.

## منظمات دولية مشتركة
يشترك البلدان في عضوية مجموعة من المنظمات الدولية، منها:
| علم المنظمة | اسم المنظمة                               | تاريخ انضمام إسبانيا | تاريخ انضمام بلغاريا |
| ----------- | ----------------------------------------- | -------------------- | -------------------- |
|             | الاتحاد الأوروبي                          | 1986                 | 2007                 |
|             | وكالة ضمان الاستثمار متعدد الأطراف        | 29 أبريل 1988        | 23 سبتمبر 1992       |
|             | الأمم المتحدة                             | 14 ديسمبر 1955       | 14 ديسمبر 1955       |
|             | الفريق المعني برصد الأرض                  | ?                    | ?                    |
|             | مركز تنسيق الحركة في أوروبا ‏              | ?                    | ?                    |
|             | منظمة حظر الأسلحة الكيميائية              | ?                    | ?                    |
|             | منظمة التجارة العالمية                    | ?                    | 1 ديسمبر 1996        |
|             | منظمة الشرطة الجنائية الدولية             | ?                    | ?                    |
|             | منظمة الأمن والتعاون في أوروبا            | 25 يونيو 1973        | 25 يونيو 1973        |
|             | حلف شمال الأطلسي                          | 30 مايو 1982         | 29 مارس 2004         |
|             | نظام تحكم تكنولوجيا القذائف               | 1990                 | 2004                 |
|             | يونسكو                                    | 30 يناير 1953        | 17 مايو 1956         |
|             | مجلس أوروبا                               | ?                    | 7 مايو 1992          |
|             | الاتحاد البريدي العالمي                   | ?                    | ?                    |
|             | البنك الدولي للإنشاء والتعمير             | 15 سبتمبر 1958       | 25 سبتمبر 1990       |
|             | اتفاقية السماوات المفتوحة                 | ?                    | ?                    |
|             | الاتحاد الدولي للاتصالات                  | 1866                 | 18 سبتمبر 1880       |
|             | مؤسسة التمويل الدولية                     | 24 مارس 1960         | 22 يوليو 1991        |
|             | المنظمة الأوروبية لسلامة الملاحة الجوية   | 1997                 | 1997                 |
|             | المركز الدولي لتسوية المنازعات الاستشارية | 17 سبتمبر 1994       | 13 مايو 2001         |
|             | مجموعة أستراليا                           | 1985                 | 2001                 |
|             | مجموعة الموردين النوويين                  | ?                    | ?                    |

## أعلام
هذه قائمة لبعض الشخصيات التي تربطها علاقات بالبلدين:
- رومانو كريستوف (ممثل إسباني، القرن العشرين – )

## وصلات خارجية
- موقع وزارة الخارجية الإسبانية
- موقع وزارة الخارجية البلغارية